# Suba (Quênia)
Suba foi um distrito (vilaiete) do Quênia da extinta província de Nianza com sede em Bita. Seu território hoje faz parte do condado da Baía de Homa.